# Topki Ovrag
Topki Ovrag (en rus: Топкий Овраг) és un poble (un possiólok) de l'óblast de Saràtov, a Rússia, segons el cens del 2010 no tenia cap habitant. Pertany al districte municipal de Líssie Gori.